# Panthiades syncellus
Panthiades syncellus är en fjärilsart som beskrevs av Pieter Cramer 1782. Panthiades syncellus ingår i släktet Panthiades och familjen juvelvingar. Inga underarter finns listade i Catalogue of Life.